# Mohanpur (Sarlahi)
Pour les articles homonymes, voir Mohanpur.
Mohanpur (en népalais : मोहनपुर) est un comité de développement villageois du Népal situé dans le district de Sarlahi. Au recensement de 2011, il comptait 6 880 habitants.